# 阿理文
恩斯特·奥尔默（德語：Ernst Ohlmer，1847年3月21日—1927年1月1日），汉名阿理文，德国籍中国海关官员、胶海关首任税务司。

## 生平

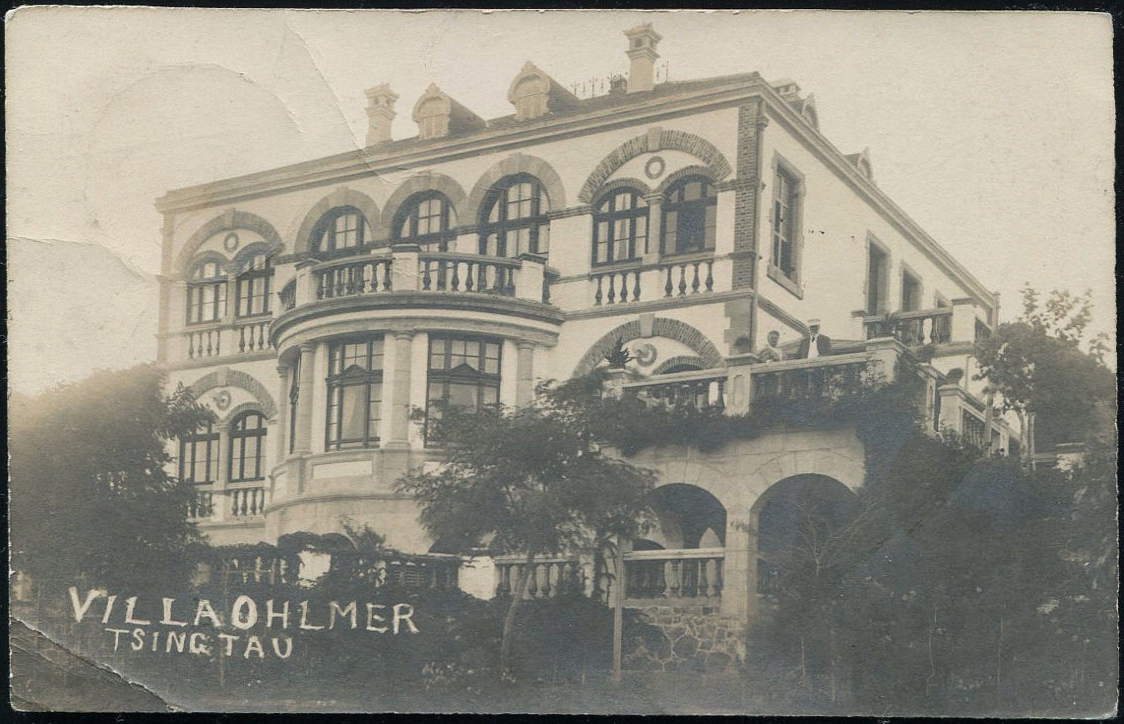
阿理文在青岛的住宅，前方平台上站立的两人为阿理文夫妇

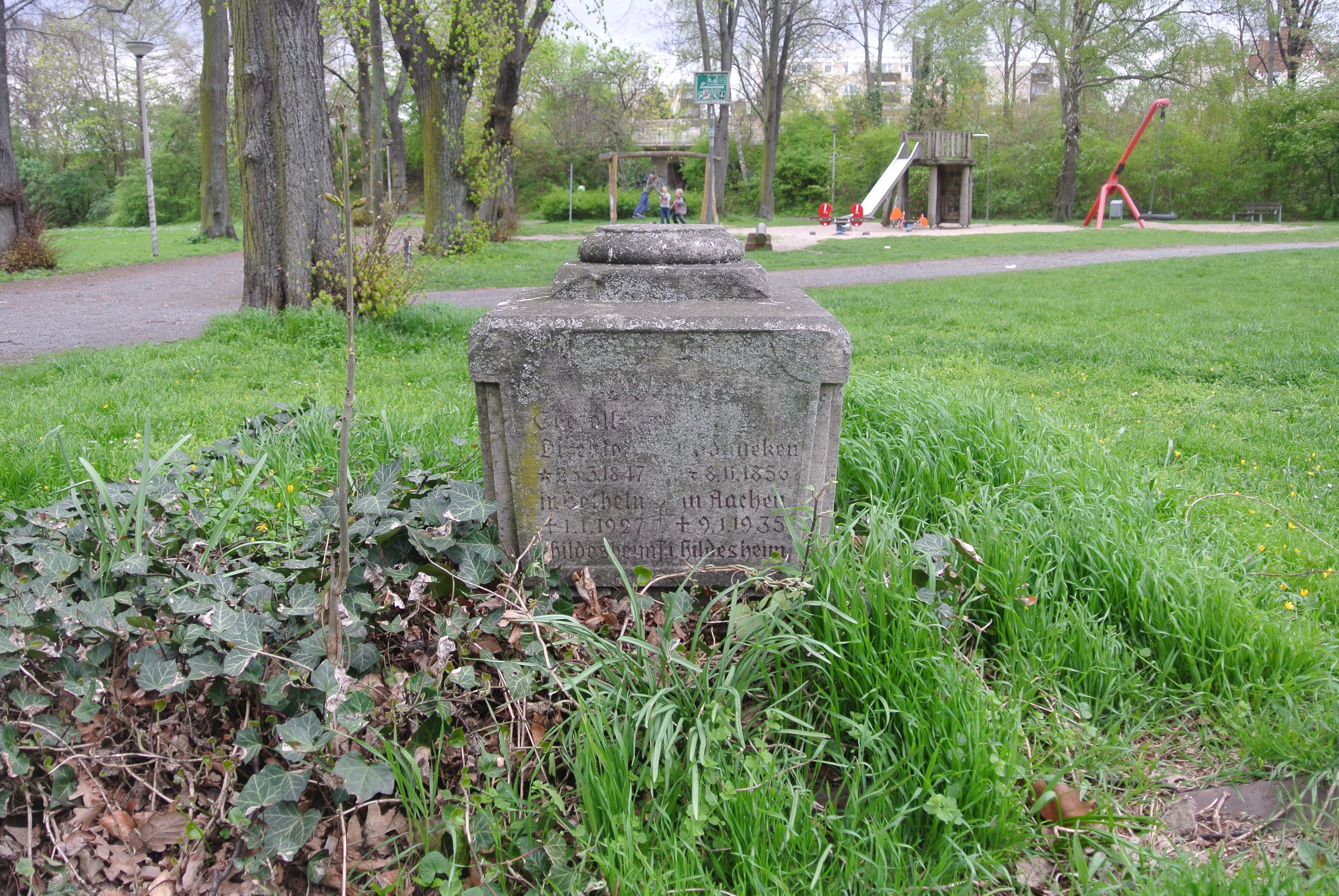
阿理文墓碑

1847年3月21日，阿理文出生于希尔德斯海姆附近的小村庄贝特尔恩，他的父亲是一位餐馆老板，阿理文出生后不久他便带着全家搬到了格罗瑙，阿理文便在那里长大。他童年时对海事颇有兴趣，结束学业后便成为了一名商船海员。在一次航行中，阿理文所在的船只在中国近海遭遇海难，他抓住一块木板，被海浪冲到了岸边活了下来。此后他选择留在中国，一边学习中文，一边以当摄影师为生。
1868年5月1日，阿理文入职中国海关。1870年至1872年，阿理文在上海任职，期间他写了一份关于鸦片贸易的备忘录，这份备忘录引起了时任中国海关总税务司赫德的注意，于是在1872年8月，赫德任命阿理文做他的私人秘书并调至北京工作。1880年，阿理文回德度假，后前往广州工作。1885年，阿理文回德，並在同年12月29日與普鲁士陆军中將赫尔曼·馮·漢內肯的女兒露易絲結婚。随后他回到中国，并于1887年就任粤海关税务司。1887年至1898年，阿理文先后在北海、佛山、北京、澳門、宜昌等地海關任職。
1898年3月6日，中德簽訂膠澳租借條約后，阿理文于1898年8月15日受赫德的指派赴青岛筹办设关，并草拟《青岛设关征税办法》。1899年4月17日，李鸿章与德国公使海靖在北京签订《青岛设关征税办法》。同年7月1日，胶海关正式对外办公，阿理文任首任税务司。1901年8月，胶海关迁入阿理文设计的新办公楼。
《青岛设关征税办法》保障了租借地自由港制度的发展，但在施行一段时间后，其弊端逐渐显露并导致青岛与内陆地区的贸易受到阻碍、华商利益受损，同时走私严重。越来越多的中国商人及部分德国商人要求修改征税办法，阿理文亦于1903年公开表示支持修改征税办法。经过协商，德国公使穆默与赫德于1905年12月1日订立了《青岛关征税修改办法》，税制改革最终推动了青岛口岸贸易的快速发展。

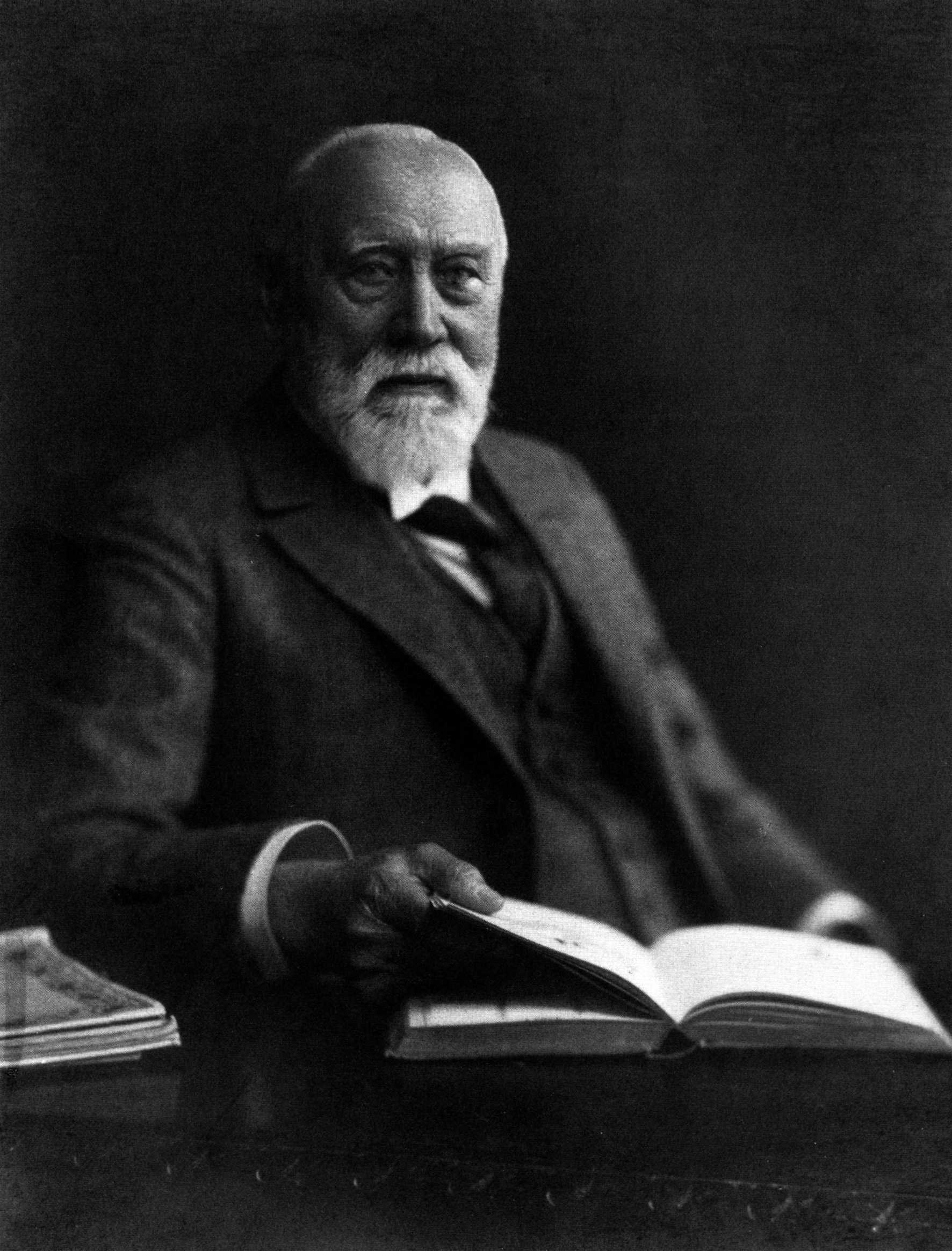
晚年阿理文

1914年5月，阿理文退休，回到德国，居住于希尔德斯海姆。1927年1月1日逝世，葬于希尔德斯海姆圣母公墓。其墓碑正面为德文碑文，中央刻有“尽瘁中华”四字，侧面为中文碑文“阿理文之墓，君职司税务，四十有六年，八十岁仙逝”。

## 业余爱好

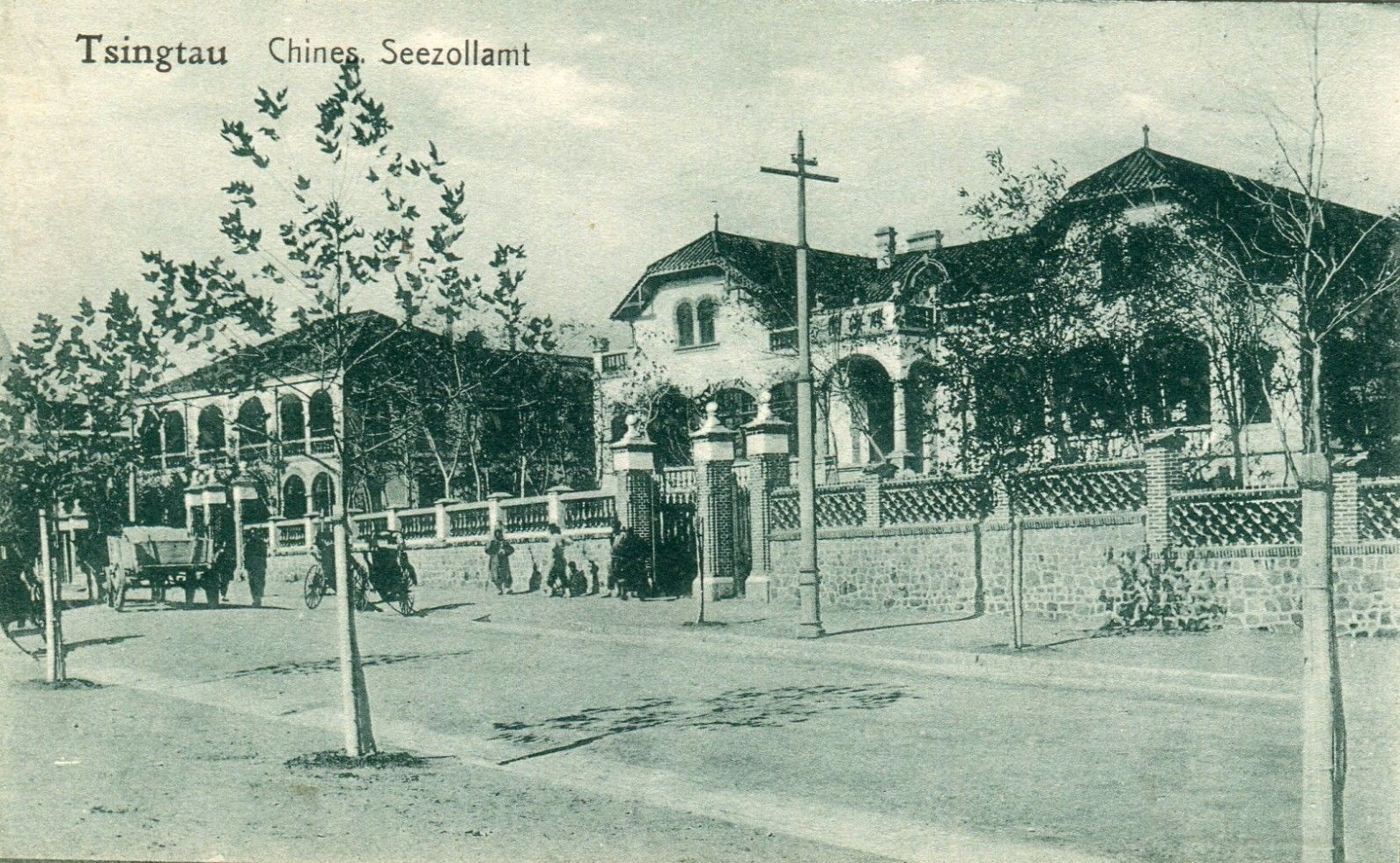
阿理文设计的胶海关办公楼及洋员公寓，位于今兰山路

阿理文在厦门、北京、青岛工作期间曾拍摄了众多照片，许多被保留了下来。其中包括他1872年拍摄的圆明园西洋楼被毁后的照片共12张，这批照片曾被学者滕固辑录为《圆明园欧式宫殿残迹》，于1933年10月由上海商务印书馆印行。2010年，这些照片曾在中华世纪坛展出。这些圆明园照片被认为是目前所知的圆明园西洋楼建筑群的最早影像，在网络上流传甚广。
在北京工作期间，阿理文收藏了大量的中国古瓷器，这些瓷器在阿理文逝世后被捐赠给希尔德斯海姆的罗默-佩利采乌斯博物馆，这些瓷器至今仍为该馆的重要藏品。
阿理文是一名业余建筑师。1901年建成、位于栈桥附近的旧胶海关办公楼、洋员公寓及验货仓库为阿理文所设计。此外阿理文还在汇泉湾畔为自己设计建造了税务司住宅。阿理文住宅保存至今，前海胶海关建筑群则已被拆除。有说法称东交民巷一带部分义和团运动以前的使馆建筑也是阿理文的作品。
可能受赫德的影响，阿理文对赛马运动也颇有兴趣。他曾设计北京西绅跑马场的赛道，也曾建议胶澳总督府将汇泉湾畔的练兵场改为跑马场（今汇泉广场），并设计了青岛跑马场的跑马道。
阿理文是一名“中国通”，在中国传统文化方面有一定造诣。阿理文住宅建造纪念碑的中文碑文可能为阿理文亲笔所书。

## 家庭
阿理文之妻露易丝·冯·汉内肯（Louise von Hanneken）1856年11月11日生于亚琛，为普鲁士陆军中将赫尔曼·馮·漢內肯之女，清军军事顾问汉纳根为其亲兄弟，与阿理文婚后无子嗣。1935年1月9日逝世于希尔德斯海姆，与阿理文合葬。